# プラサンタ・チャンドラ・マハラノビス
プラサンタ・チャンドラ・マハラノビス（ベンガル語: প্রশান্ত চন্দ্র মহলানবিস, ラテン文字転写: Prasanta Chandra Mahalanobis、1893年6月29日 - 1972年6月28日）は、インドの数理統計学者。
マハラノビス距離に代表される統計学理論を開拓したほか、インドにおける統計学の社会的応用を推進し、インド統計研究所を設立した。ソ連科学アカデミー会員。
　

## 生涯
カルカッタ（現コルカタ）出身。管区大学で物理学を学び1912年卒業、ケンブリッジ大学キングス・カレッジに留学した後、コルカタに帰った。当時カール・ピアソンらによって発展しつつあった数理統計学から強い影響を受け、帰国後は主として統計学の研究を行った。
統計学者として最も重要な仕事は、大規模標本調査に関するものである。また多変量解析の研究からマハラノビス距離の概念に至った。農業試験の研究をきっかけに、ロナルド・フィッシャーとも親交を結んだ。
統計学の社会的応用にも積極的で、経済や水防の仕事に携わった。1931年には自らインド統計研究所を設立した。インドの独立後は5か年計画に参画し、ワシリー・レオンチェフの投入産出分析モデルの変法によってインドの工業化に貢献した。
文化にも関心を持ち、国民詩人ラビンドラナート・タゴール（少年時代から親交があった）の外遊を助け、また彼の創立したヴィシュヴァバーラティ大学にも務めた。
彼は79歳の誕生日の前日に死去したが、死の直前まで研究を続け、また政府の名誉顧問を務めた。インド政府は彼を記念して、誕生日6月29日を統計の日としている。
1944年ウェルドン記念賞受賞。

## マハラノビス距離
考古学において骨の判別が問題になり、統計的手法で分析が行われていた。マハラノビスは既に分かっている種別の骨の多次元空間（マハラノビス空間）からの距離（マハラノビス距離）を定義し、これにより骨の種類を判別する手法を考案した（マハラノビスの一般分散）。この理論は様々な多変数統計解析、クラスタリング、パターン認識に応用されており、マハラノビス距離は広く知られている。品質工学の分野にはマハラノビス・タグチ・システム（MTS法）という手法があり、ここにもマハラノビスの名前が残っている。